# Joalheria escrava afro-brasileira
Joalheria escrava ou joalheria crioula se referem ao conjunto de joias confeccionadas entre os séculos XVIII e XIX no Brasil, especialmente na Bahia, e que eram utilizadas exclusivamente por mulheres negras na condição de escravizadas, alforriadas ou libertas. Estas peças eram produzidas com técnicas e influências estilísticas variadas e se apresentavam normalmente na forma de colares, pulseiras, argolas, brincos, anéis ou balangandãs. As joias escravas representavam mais que uma peça de joalheria, eram símbolos de poder, classe, raça, gênero, cultura e crença religiosa. 

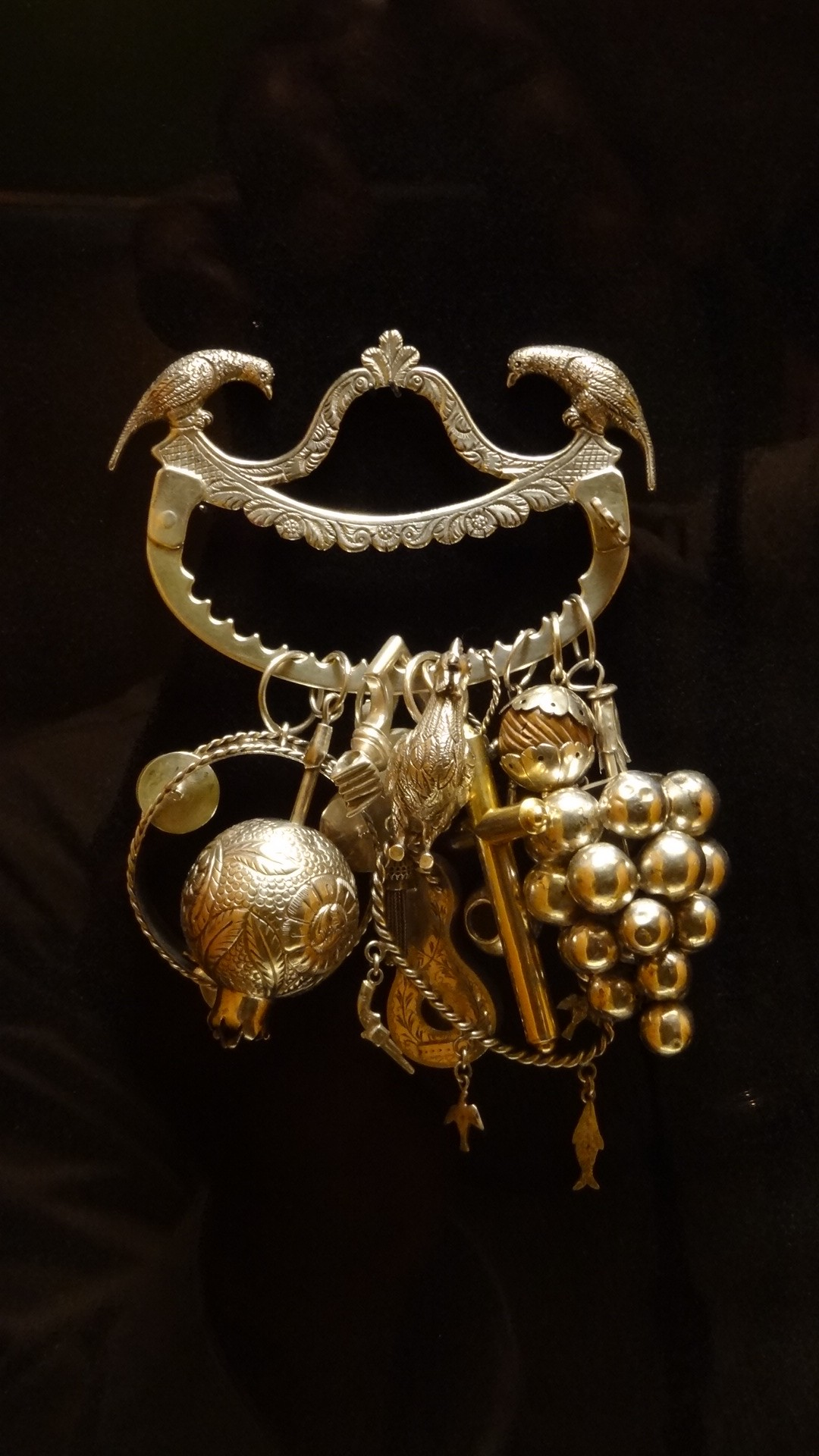
Penca e Balangandãs de prata e madeira do séc. XVIII.

As joias escravas podem ser compreendidas como os primeiros exemplares de um design de joias genuinamente brasileiro, isso devido às suas condições de sincretismo cultural, produção, circulação, uso e descarte. A maior parte do acervo destes itens se encontra no estado da Bahia, onde são conhecidas como Balangandãs. 

## Origem
As joias possuem sua origem no período Paleolítico, também conhecido como Idade da Pedra Lascada. É a partir deste período que os seres humanos passam a utilizar adornos como uma forma de satisfazer seus anseios em materializar sua posição social, sua espiritualidade, proteção, entre outras características. No início, esses objetos eram feitos de conchas, dentes, ossos, marfim, pedras e neles eram gravadas figuras que representavam a natureza. À medida que novas ferramentas foram sendo criadas, como o buril, e novas descobertas foram realizadas, como o fogo, os adornos foram se transformando e ficando cada vez mais complexos.

### Contexto brasileiro
Durante os séculos XVI e XVIII milhões de negros africanos foram trazidos por brancos europeus paras as terras brasileiras para serem escravizados. Estes indivíduos que foram trazidos, vindos principalmente da região sudanesa e bantu da África, vinham de culturas que já dominavam a metalurgia desde o primeiro milênio a.C., possuindo vasta experiência na produção de peças em bronze, além disso, praticavam o artesanato em vidro e possuíam grande habilidade na arte da cerâmica e da pintura. Todo este conjunto de saberes, práticas, técnicas e crenças uniram-se no Brasil às práticas indígenas locais e ibéricas, o que proporcionaria um produto híbrido culturalmente como as joias escravas.

## Estratégia para alforria

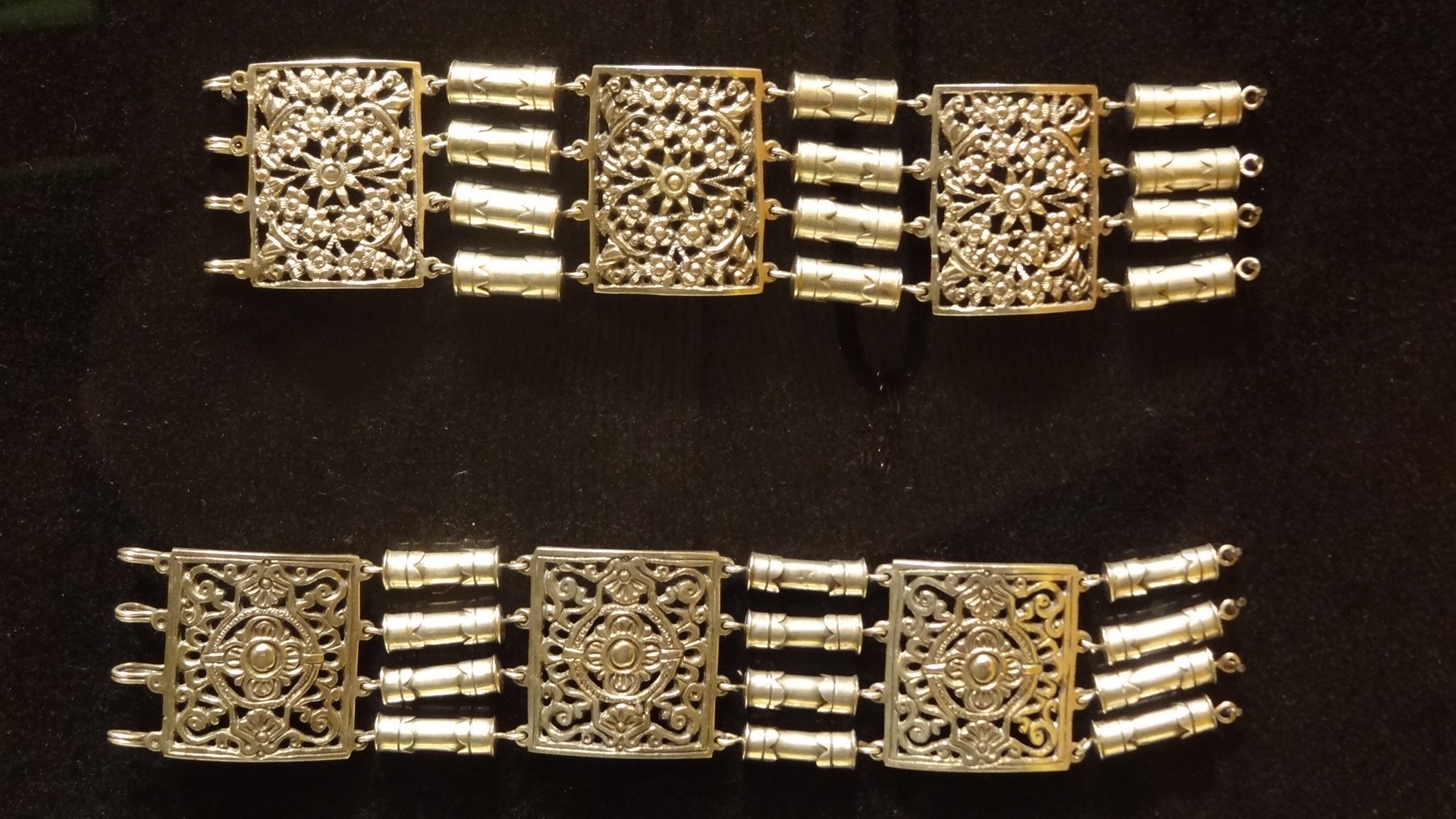
Pulseira feita de ouro com cilindros conectados a placas vazadas e gravadas.

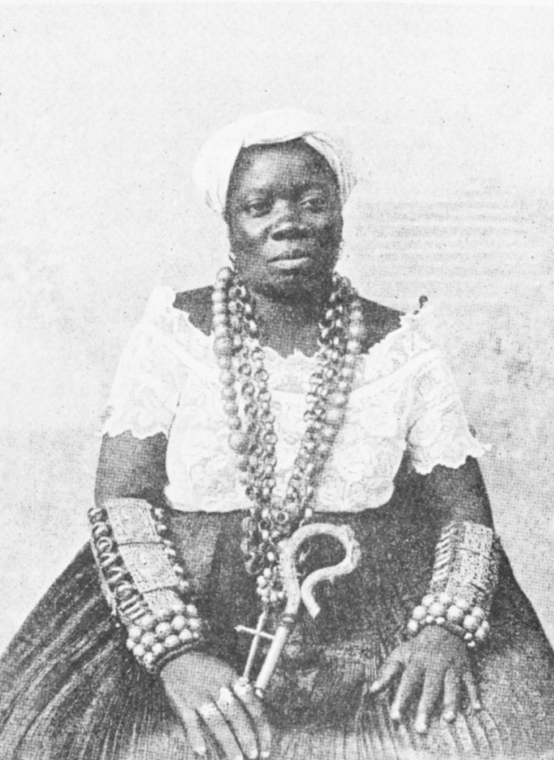
Registro de uma mulher negra (nome desconhecido) e de suas joias.

As joias Escravas eram utilizadas exclusivamente por mulheres negras, principalmente por aquelas que compunham o grupo conhecido como "negros de ganho", que exerciam atividades comerciais que eram revertidas em lucro para seus senhores. Estas mulheres conseguiam adquirir tanto dinheiro para seus senhores que muitas conseguiam guardar parte dos valores e acumular o suficiente para comprar sua própria alforria. As joias escravas incrementavam a indumentária utilizada por essas mulheres e eram vistas como um indicativo de prosperidade, grande clientela e, portanto, qualidade dos produtos que eram vendidos. Além de que serviam como amuletos de proteção para suas portadoras.
O ganho das comidas – mingau, pirão de milho, carimã, inhame, uns com carne, outros doces e servidos para uma clientela de pardos, negros e brancos do populacho – sempre foi serviço de mulher; mulher que exibia nas suas roupas alguns distintivos próprios da sua condição de mercadora de alimentos. Assim, pelos registros iconográficos alguns documentalistas, vêem-se, além dos diferentes tipos de turbantes, batas, saias, escarificações nos rostos, as posturas, as bancas e os produtos da venda e ‘objetos mágicos’, uns de cunho propiciatório, outros invocativos e próprios das atividades desempenhadas nas ruas, buscando proteção, lucro material e outras beneses .
As joias usadas pelas mulheres negras eram completamente diferentes das utilizadas pelas mulheres brancas da época seja em dimensão, peso, materiais, formato, proporções, além de serem muito mais chamativas. No âmbito da escravidão, os próprios senhores cuidavam de vestir e adornar as suas escravas e as joias dadas por eles reforçavam o papel de subalternização das mulheres negras, um exemplo destas peças são os colares de alianças ou grilhões, do qual era dito que cada elo que o compõe era originário de uma aliança de casamento portuguesa conquistada pela escravas após se deitarem com os homens casados.  
A confecção das Joias Escravas era algo proibido para qualquer pessoa negra, porém muitos ourives da época possuíam aprendizes escravizados ou libertos, alguns até eram ex-escravos, o que possibilitou que valores culturais africanos fossem inseridos nesses objetos de valores locais e europeus, o resultado disso são joias de difícil classificação estilística, com referências do Barroco, Rococó, Neoclássico, entre outros.